# Akçay (Name)
Akçay ist ein türkischer männlicher Vorname und Familienname mit der Bedeutung „jemand wie ein reiner und kristallklarer Bach“, gebildet aus den Elementen ak (weiß, rein) und çay (Fluss, Flüsschen). Außerhalb des türkischen Sprachraums kann vereinzelt die nicht-türkische Schreibweise Akcay auftreten.

## Namensträger

### Familienname
- Gurbet Akçay (* 1995), deutsche Fußballspielerin
- Halil İbrahim Akçay (* 1960), türkischer Fußballspieler
- İsmail Akçay (* 1942), türkischer Marathonläufer
- Mücahit Can Akçay (* 1998), türkischer Fußballspieler
- Murat Akçay (* 1990), türkischer Fußballspieler
- Mustafa Akçay (* 1983), türkischer Fußballspieler
- Mustafa Reşit Akçay (* 1958), türkischer Fußballtrainer
- Safak Akcay (* 1974), österreichische Politikerin (SPÖ)